# Saison 2010 de l'équipe cycliste Lampre-Farnese Vini
La saison 2010 de l'équipe cycliste Lampre-Farnese Vini est la douzième de l'équipe .Elle débute en janvier lors du Tour Down Under. En tant qu'équipe ProTour, elle participe au calendrier de l'UCI ProTour. L'équipe termine à la 14e place du classement mondial UCI.

## Préparation de la saison 2010

### Arrivées et départs
| Arrivées               | Équipe 2009                           |
| ---------------------- | ------------------------------------- |
| Alfredo Balloni        | Neri Sottoli Nuova Comauto Promociclo |
| Lorenzo Bernucci       | LPR Brakes-Farnese Vini               |
| Grega Bole             | Adria Mobil                           |
| Danilo Hondo           | PSK Whirlpool-Author                  |
| Adriano Malori         | Bottoli Nordelettrica Ramonda         |
| Alessandro Petacchi    | LPR Brakes-Farnese Vini               |
| Daniele Pietropolli    | LPR Brakes-Farnese Vini               |
| Alessandro Spezialetti | LPR Brakes-Farnese Vini               |
| Diego Ulissi           | Hopplà-Seano-Bellissima               |

| Départs             | Équipe 2010      |
| ------------------- | ---------------- |
| Alessandro Ballan   | BMC Racing       |
| Marco Bandiera      | Katusha          |
| Emanuele Bindi      |                  |
| Marzio Bruseghin    | Caisse d'Épargne |
| Pietro Caucchioli   |                  |
| Enrico Gasparotto   | Astana           |
| Massimiliano Mori   |                  |
| Mauro Santambrogio  | BMC Racing       |
| Paolo Tiralongo     | Astana           |
| Francesco Tomei     | ISD-Neri         |
| Volodymyr Zagorodny | Miche            |

## Coureurs et encadrement technique

### Effectif
| Cycliste               | Date de naissance | Nationalité | Équipe 2009                                     |
| ---------------------- | ----------------- | ----------- | ----------------------------------------------- |
| Alfredo Balloni        | 20 septembre 1989 | Italie      | Neri Sottoli Nuova Comauto Promociclo           |
| Lorenzo Bernucci       | 15 septembre 1979 | Italie      | LPR Brakes-Farnese Vini                         |
| Grega Bole             | 13 août 1985      | Slovénie    | Adria Mobil                                     |
| Matteo Bono            | 11 novembre 1983  | Italie      | Lampre-NGC                                      |
| Vitaliy Buts           | 24 octobre 1986   | Ukraine     | Lampre-NGC                                      |
| Damiano Cunego         | 19 septembre 1981 | Italie      | Lampre-NGC                                      |
| Mauro Da Dalto         | 8 avril 1981      | Italie      | Lampre-NGC                                      |
| Angelo Furlan          | 21 juin 1977      | Italie      | Lampre-NGC                                      |
| Francesco Gavazzi      | 1er août 1984     | Italie      | Lampre-NGC                                      |
| Andrea Grendene        | 4 juillet 1986    | Italie      | Lampre-NGC                                      |
| Danilo Hondo           | 4 janvier 1974    | Allemagne   | PSK Whirlpool-Author                            |
| Andrey Kashechkin      | 21 mars 1980      | Kazakhstan  | Retour de suspension                            |
| David Loosli           | 8 mai 1980        | Suisse      | Lampre-NGC                                      |
| Mirco Lorenzetto       | 13 juillet 1981   | Italie      | Lampre-NGC                                      |
| Enrico Magazzini       | 27 avril 1988     | Italie      | Lampre-NGC                                      |
| Adriano Malori         | 28 janvier 1988   | Italie      | Bottoli Nordelettrica Ramonda                   |
| Marco Marzano          | 10 juin 1980      | Italie      | Lampre-NGC                                      |
| Manuele Mori           | 8 septembre 1980  | Italie      | Lampre-NGC                                      |
| Alessandro Petacchi    | 3 janvier 1974    | Italie      | LPR Brakes-Farnese Vini                         |
| Daniele Pietropolli    | 11 juillet 1980   | Italie      | LPR Brakes-Farnese Vini                         |
| Simone Ponzi           | 17 janvier 1987   | Italie      | Lampre-NGC                                      |
| Daniele Righi          | 28 mars 1976      | Italie      | Lampre-NGC                                      |
| Marcin Sapa            | 10 février 1976   | Pologne     | Lampre-NGC                                      |
| Gilberto Simoni        | 25 août 1971      | Italie      | Serramenti PVC Diquigiovanni-Androni Giocattoli |
| Alessandro Spezialetti | 14 janvier 1975   | Italie      | LPR Brakes-Farnese Vini                         |
| Simon Špilak           | 23 juin 1986      | Slovénie    | Lampre-NGC                                      |
| Diego Ulissi           | 15 juillet 1989   | Italie      | Hopplà-Seano-Bellissima                         |
| Stagiaire              | Date de naissance | Nationalité | Équipe 2010                                     |
| Andrea Pasqualon       | 2 janvier 1988    | Italie      | Zalf Désirée Fior                               |
| Matteo Rabottini       | 14 août 1987      | Italie      | Aran-D'Angelo & Antenucci-BLS                   |
| Federico Rocchetti     | 14 janvier 1989   | Italie      | Casati NGC Perrel                               |

## Bilan de la saison

### Victoires
| Date       | Course                                               | Pays      | Classe | Vainqueur           |
| ---------- | ---------------------------------------------------- | --------- | ------ | ------------------- |
| 31/01/2010 | 2e étape du Tour de la province de Reggio de Calabre | Italie    | 2.1    | Alessandro Petacchi |
| 02/02/2010 | 4e étape du Tour de la province de Reggio de Calabre | Italie    | 2.1    | Alessandro Petacchi |
| 06/02/2010 | Grand Prix de la côte étrusque                       | Italie    | 1.1    | Alessandro Petacchi |
| 23/02/2010 | 1re étape du Tour de Sardaigne                       | Italie    | 2.1    | Francesco Gavazzi   |
| 25/02/2010 | 3e étape du Tour de Sardaigne                        | Italie    | 2.1    | Alessandro Petacchi |
| 26/02/2010 | 4e étape du Tour de Sardaigne                        | Italie    | 2.1    | Danilo Hondo        |
| 07/04/2010 | 3e étape du Tour du Pays basque                      | Espagne   | PT     | Francesco Gavazzi   |
| 01/05/2010 | 4e étape du Tour de Romandie                         | Suisse    | PT     | Simon Špilak        |
| 02/05/2010 | Classement général du Tour de Romandie               | Suisse    | PT     | Simon Špilak        |
| 30/05/2010 | 5e étape du Tour de Bavière                          | Allemagne | 2.HC   | Marcin Sapa         |
| 07/06/2010 | 1re étape du Critérium du Dauphiné                   | France    | PT     | Grega Bole          |
| 15/06/2010 | 4e étape du Tour de Suisse                           | Suisse    | PT     | Alessandro Petacchi |
| 17/06/2010 | 1re étape du Tour de Slovénie                        | Slovénie  | 2.1    | Grega Bole          |
| 18/06/2010 | 2e étape du Tour de Slovénie                         | Slovénie  | 2.1    | Grega Bole          |
| 04/07/2010 | 1re étape du Tour de France                          | France    | HIS    | Alessandro Petacchi |
| 07/07/2010 | 4e étape du Tour de France                           | France    | HIS    | Alessandro Petacchi |
| 04/08/2010 | 4e étape du Tour de Pologne                          | Pologne   | PT     | Mirco Lorenzetto    |
| 18/08/2010 | Coppa Agostoni                                       | Italie    | 1.1    | Francesco Gavazzi   |
| 03/08/2010 | 7e étape du Tour d'Espagne                           | Espagne   | HIS    | Alessandro Petacchi |
| 03/08/2010 | Grand Prix de l'industrie et du commerce de Prato    | Italie    | 1.1    | Diego Ulissi        |

### Résultats sur les courses majeures
Les tableaux suivants représentent les résultats de l'équipe dans les principales courses du calendrier international (les cinq classiques majeures et les trois grands tours). Pour chaque épreuve est indiqué le meilleur coureur de l'équipe, son classement ainsi que les accessits glanés par Lampre-Farnese Vini sur les courses de trois semaines.

#### Classiques
| Classique            | Milan-San Remo           | Tour des Flandres | Paris-Roubaix      | Liège-Bastogne-Liège | Tour de Lombardie  |
| -------------------- | ------------------------ | ----------------- | ------------------ | -------------------- | ------------------ |
| Coureur (classement) | Alessandro Petacchi (3e) | Danilo Hondo (9e) | Danilo Hondo (40e) | Damiano Cunego (20e) | Manuele Mori (27e) |

#### Grands tours
| Grand tour           | Tour d'Italie        | Tour de France                                                      | Tour d'Espagne                           |
| -------------------- | -------------------- | ------------------------------------------------------------------- | ---------------------------------------- |
| Coureur (classement) | Damiano Cunego (11e) | Damiano Cunego (29e)                                                | Andrey Kashechkin (16e)                  |
| Accessits            | -                    | 2 victoires d'étapes et classement par points (Alessandro Petacchi) | 1 victoire d'étape (Alessandro Petacchi) |

### Classement UCI
L'équipe Lampre-Farnese Vini termine à la quatorzième place du Calendrier mondial avec 535 points. Ce total est obtenu par l'addition des points des cinq meilleurs coureurs de l'équipe au classement individuel que sont Alessandro Petacchi, 24e avec 182 points, Simon Špilak, 47e avec 108 points, Grega Bole, 48e avec 107 points, Damiano Cunego, 50e avec 106 points, et Francesco Gavazzi, 109e avec 32 points,.
| Rang | Coureur             | Points |
| ---- | ------------------- | ------ |
| 24   | Alessandro Petacchi | 182    |
| 47   | Simon Špilak        | 108    |
| 48   | Grega Bole          | 107    |
| 50   | Damiano Cunego      | 106    |
| 109  | Francesco Gavazzi   | 32     |
| 116  | Danilo Hondo        | 29     |
| 157  | Mirco Lorenzetto    | 11     |
| 159  | Manuele Mori        | 10     |
| 189  | Andrey Kashechkin   | 6      |
| 232  | Diego Ulissi        | 2      |
| 242  | David Loosli        | 2      |